# Rafael de Medina Abascal
Rafael de Medina Abascal (Madrid, 1978) és un empresari i treballador del sector de la moda i aristòcrata espanyol, des de 2002 és el XX duc de Feria i XVII marquès de Villalba.

## Biografia

### Primers anys
És fill de l'anterior duc Rafael de Medina y Fernández de Córdoba i de l'exmodel Natividad Abascal Romero-Toro.
Va estudiar a l'exclusiu col·legi Alminar de Sevilla, tanmateix el 1988, després de la separació dels seus pares, la seva mare va allunyar-lo a ell i el seu germà Luis dels mitjans. Van canviar de lloc de residència i d'escola, va anar als jesuïtes de Villafranca de los Barros, on suspenia, i va passar per escoles d'estiu i, finalment, va anar a estudiar a l'estranger, primer a Anglaterra i després als Estats Units, on ell i el seu germà es van assabentar de la noticia de l'empresonament del seu pare per tràfic de drogues i corrupció de menors el 1993. Després de tornar a Sevilla, als 19 anys va a Washington, on es va matricular a la American University on va cursar Direcció i Administració d'Empreses, mentre també treballava com a porter d'una discoteca de la ciutat.

### Duc de Feria
Després de la mort del seu pare el 2001, va heretar els seus títols el 2002, el ducat de Feria i el marquesat de Villalba i va esdevenir Gran d'Espanya. És d'esment que en heretar els títols nobiliaris aquests no van suposar cap mena d'increment de la seva economia, el seu pare havia deixat sense patrimoni el ducat a causa de l'embargament dels seus béns i la Fundació Medinaceli s'encarregava de l'enorme patrimoni familiar, el mateix Medina afirma «cuando heredé con 23 años el título no obtuve bienes ni castillos...Mi labor, por tanto, es engrandecerlo y enriquecerlo.»

### Àmbit laboral
En tornar a Espanya el 2001 en finalitzar els seus estudis als Estats Units, el duc va començar a treballar en l'entitat bancària Credit Suisse, on treballava Jaime de Marichalar, i hi va estar-hi durant quatre anys, per passar el 2007 a fundar el segell de moda ScalperS amb dos socis de Sevilla, Alberto Artacho i Borja Vázquez. Medina es va implicar en la producció de l'empresa des de l'elecció dels materials fins a la botiga i no sols en la seva imatge. Mentre hi va treballar, va viatjar sovint a Londres, París i Milà per nodrir-se de les noves tendències dins de la moda. L'empresa va tenir un gran èxit i el 2013, abans de la marxa del duc, va créixer un 32%, tenia 23 punts de venda a Espanya i Mèxic.
Des de l'1 de setembre de 2014 és director de Mens Tailoring, departament de sastreria a mida, de Massimo Dutti, marca d'Inditex. Aquest canvi de feina va significar deixar de dirigir ScalperS per incompatibilitat comercial, si bé no se'n va desvincular, va cedir les seves accions a la seva dona, la qual no tindrà cap càrrec a l'empresa sinó que seria una simple accionista. La contractació del duc de Feria va significar va ser un canvi per a Inditex, que per primera vegada comptava amb una cara coneguda per a un càrrec directiu de l'empresa, no va adduir altra raó que la incorporació d'una persona del sector de la moda a la companyia i en serà un empleat més. En tot cas, un dels motius del fitxatge va ser l'èxit de la marca ScalperS i l'objectiu de l'empresa d'Amancio Ortega de captar una clientela més jove. El duc també va traslladar-se a viure a Barcelona, lloc on hi ha les oficines centrals de Massimo Dutti, amb la seva dona i els seus fills. Si bé inicialment es va instal·lar en un hotel i va viure a cavall de Madrid, on hi tenia la família, i la capital catalana, va acabar llogant un apartament i el novembre es va instal·lar a un altre lloc més gran amb tota la seva família, un fet que no afectà la seva dona, treballadora de Mango, que també té la seu central a la ciutat comtal.
Des d'ençà aleshores, en l'àmbit personal el duc i la seva família han dut una activitat social discreta i han evitat ser vistos pels mitjans de comunicació. En l'àmbit empresarial, el duc de Feria ha tingut èxit a Inditex, al capdavant d'una plantilla de més de 180 persones va tancar 2014 amb unes vendes de 12 milions d'euros, per davant dels 7,2 milions de l'any anterior.

## Família
Es va casar amb Laura Vecino Acha a Toledo el 16 d'octubre de 2010. Tenen dos fills, els bessons Rafael i Laura, nascuts el 2012.